# استودیوهای برد
استودیوهای برد (به انگلیسی: Bird Studios) یک شرکت تولید بریتانیایی است که در سال ۲۰۰۳ بنیان‌گذاری شد و متخصص در طراحی، انیمیشن کامپیوتری و جلوه‌های بصری برای تلویزیون، فیلم و دنیای دیجیتال است.
طراح/انیماتور آن، یان برد، مدیر عامل و مدیر خلاق است. این شرکت در ترکیب انیمیشن‌های کامپیوتری سه‌بعدی واقع‌گرایانه با اکشن زنده و همچنین پویانمایی CGI مستقل و پویانمایی شخصیت‌ها تخصص دارد.